# Carum multiflorum
Carum multiflorum là một loài thực vật có hoa trong họ Hoa tán. Loài này được (Sm.) Boiss. mô tả khoa học đầu tiên năm 1872.